# Geschichte der deutschen Arbeitervereine
Die Geschichte der Arbeitervereine reicht bis in die Anfänge des 19. Jahrhunderts zurück. Sie ist in Deutschland eng mit der Geschichte der gesamten Arbeiterbewegung verbunden. Aufgrund der im Vergleich zu anderen Staaten verspäteten wirtschaftlichen und republikanischen Entwicklung, durchliefen deutsche Arbeitervereine eine besondere, mit anderen europäischen Ländern kaum vergleichbare, Entwicklung.

## Einordnung in den geschichtlichen Kontext

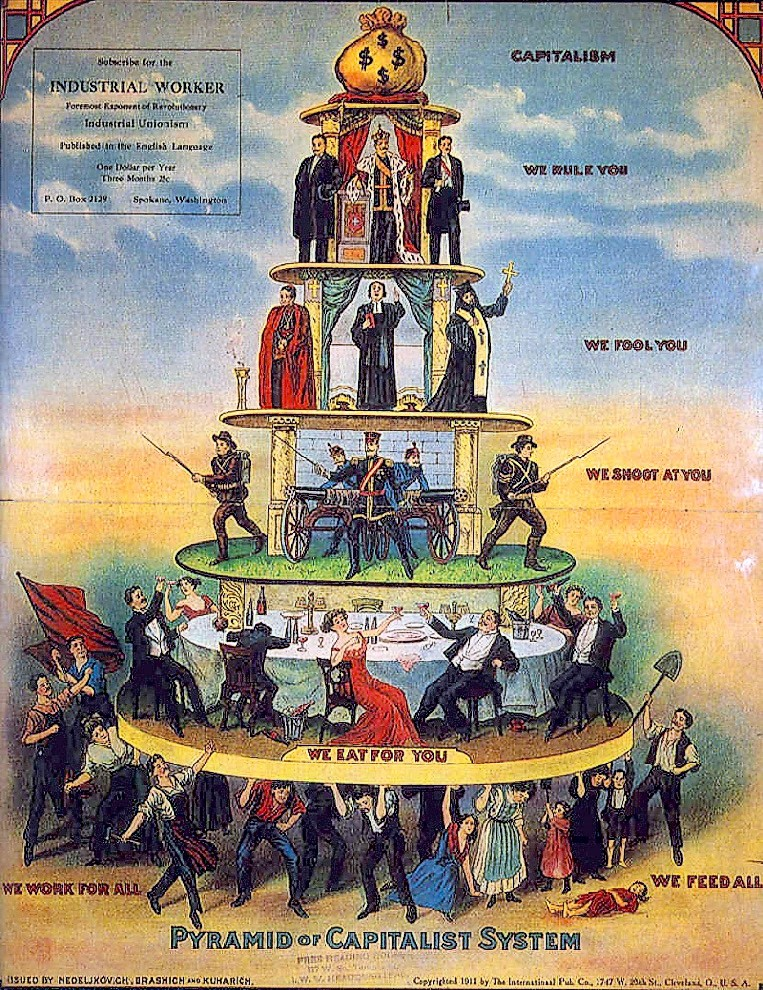
Kritische Zeichnung zur Verdeutlichung der Klassengesellschaft

Der Beginn des Kampfes der Arbeiterklasse für mehr Partizipation fällt nicht, wie es häufig dargestellt wird, in die Zeit der Industrialisierung. Diese Fehleinschätzung beruht nicht zuletzt auf dem Glauben, die kapitalistische Produktionsweise sei eine Erfindung der Industriellen Revolution. Denn neben selbstständigen Handwerkern gab es bereits lange vor der Industrialisierung „von den Produktionsmitteln getrennte Handarbeiter“. Das Aufkommen von Arbeitsverhältnissen dieser Art, die auch als Manufakturkapitalismus bezeichnet werden, lässt sich in Deutschland auf das 16. Jahrhundert datieren. Da sich diese Arbeitsweise als effizient erwies, wuchs deren Ausmaß schnell an. So konnte schon weit vor der eigentlichen Industriellen Revolution das Aufkommen einer großen Arbeiterklasse beobachtet werden, deren Erfolge aufgrund der feudalistischen Gesellschaftsstruktur jedoch marginal waren.
Mit dem Aufkommen der Industrialisierung, die Deutschland beziehungsweise den Deutschen Bund relativ spät erreichte, beschleunigte sich der Trend zur kapitalistischen Arbeitsweise sehr stark. Angesichts der wachsenden Arbeiterklasse und einer steigenden Revolutionsgefahr initiierten Landes- wie auch die Reichsregierung Reformen zur Beschwichtigung der Arbeiter. Eine der wirtschaftlich bedeutendsten Reformen in diesem Zusammenhang war die preußische Bauernbefreiung 1807, die formal die Leibeigenschaft beendete. Aufgrund fehlender finanzieller Mittel hatte diese Reform allerdings die Proletarisierung vieler Kleinbauern zur Folge. Ähnlich erging es armen Handwerkern nach der Abschaffung der Zunftverfassung. Aus den Verlieren dieser Reformen entwickelte sich ein großes Potential für die deutsche Arbeiterbewegung. Diese sogenannte moderne Arbeiterbewegung entwickelte sich europaweit parallel zur immer größer werdenden Dominanz des Industriekapitalismus in den dreißiger und vierziger Jahren des 19. Jahrhunderts. In Deutschland gewann die Arbeiterbewegung durch die revolutionären Ereignisse rund um das Hambacher Fest zu Beginn der 1830er Jahre großen Auftrieb. Da die revolutionären Unruhen dieser Zeit aber nicht das gewünschte Ergebnis brachten und die absolutistischen Kräfte der Arbeiterbewegung gegenüber repressiv agierten, verlagerte sich die deutsche Arbeiterbewegung zunächst ins benachbarte Ausland. Insbesondere die Handwerker, die im Rahmen der Ausbildung eine Gesellenwanderung unternahmen und so leichter als andere ins Ausland kamen, waren die Vorreiter deutscher Arbeitervereine im Ausland.

## Deutsche Arbeitervereine im europäischen Ausland

### Deutscher Volksverein (Paris und London)
Als erste Vereinigung im Ausland entstand 1832 der Deutsche Volksverein in Paris. In ihm organisierten sich neben deutschen Handwerkern auch Kaufleute und Intellektuelle. Im Jahre 1834 änderte der Deutsche Volksverein aufgrund einer Gesetzesänderung in Frankreich und des darauf folgenden Verbots seinen Namen in Bund der Geächteten, ehe sich einige Mitglieder im Jahre 1836 nach internen Streitigkeiten abspalteten und den Bund der Gerechten gründeten. Sowohl der Bund der Geächteten als auch der Bund der Gerechten arbeiteten im Verborgenen und hatten den Charakter einer Verschwörung beziehungsweise eines Geheimbundes. Aus diesem Grund lassen sich auch keine verlässlichen Angaben über die Mitgliederzahl dieser Arbeiterbewegung auf französischem Boden machen. Gleiches gilt für eine Sektion des Bundes, die in London gegründet wurde.

### Junges Deutschland (Schweiz und London)
Neben Paris bildeten London und die Schweiz weitere Zentren der deutschen Arbeitervereine. In der Schweiz gründeten Handwerker 1834 das Junge Deutschland. Ebenso wie der Bund der Geächteten und der Bund der Gerechten war das Junge Deutschland, bei dem es sich um eine Untersektion der Vereinigung Junges Europa handelte, wie ein Geheimbund organisiert. Nach anfänglichen Erfolgen und einer Ausbreitung über die gesamte Schweiz und Teile Frankreichs übten deutsche Landesfürsten enormen Druck auf die Schweiz aus, so dass diese intensiv und unnachgiebig gegen das Junge Deutschland vorging. Viele Mitglieder wurden verhaftet oder nach Deutschland ausgewiesen, ebenso viele schlossen sich Arbeitervereinen in Frankreich oder England an. Dies führte im Jahre 1836 zur Gründung des Jungen Deutschlands London. In diesem Londoner Bund entwickelten Karl Marx und Friedrich Engels grundlegende Ideen einer kommunistischen Gesellschaftsordnung.

## Arbeitervereine in Deutschland

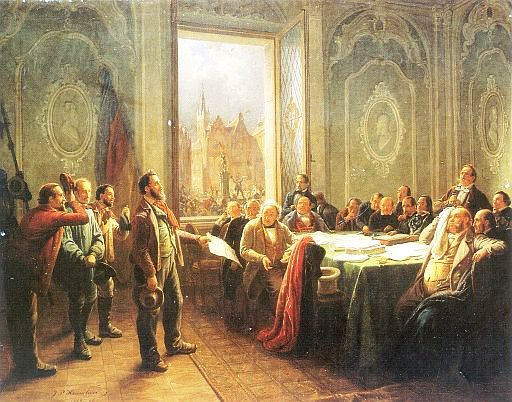
Arbeiter vor dem Magistrat, Gemälde aus der Zeit der Deutschen Revolution 1848/1849 von Johann Peter Hasenclever

Die deutschen Arbeitervereine spielten in den beiden Revolutionen vom März und Mai 1848 nur eine untergeordnete Rolle. Zwar beteiligte man sich, dominierender Part in den Auseinandersetzungen war jedoch das Bürgertum, das versuchte, seine Herrschaft zu sichern und sowohl den Adel als auch den Klerus zu entmachten. Dies führte dazu, dass in der ersten Frankfurter Nationalversammlung keine Arbeiter oder Handwerker vertreten waren. Dennoch hatte die Revolution bedeutende Auswirkungen auf die deutschen Arbeitervereine und deren Interessen. So traten diverse Arbeitervereine im Jahre 1848 erstmals öffentlich auf deutschem Boden auf und präsentierten ihre Forderungen nach sozialen Verbesserungen. Da es auf Demonstrationen praktisch keine negativen Reaktionen in Form von Polizei- oder Militäreinsätzen gab, wird hier häufig vom Beginn der Versammlungsfreiheit in Deutschland gesprochen. Als deutlich wurde, dass der Staat nicht willens war oder schlicht keine Mittel hatte, gegen Arbeitervereine vorzugehen, entstanden über das gesamte deutsche Hoheitsgebiet verteilt zahlreiche Arbeitervereine. Besonders aktiv war dabei der bisher nur in England tätige Bund der Kommunisten, deren Vordenker Karl Marx und Friedrich Engels noch mitten in den Revolutionswirren nach Köln, wo sich das Zentrum der niederrheinischen Arbeitervereine gebildet hatte, umsiedelten. Das Ziel des Bundes der Kommunisten war dabei eindeutig: Alle ihre Aktionen „zielten darauf ab, die politische Macht der reaktionären Feudalklasse zu brechen und eine Staatsmacht zu errichten, die sich auf die entschiedenen demokratischen Kräfte der bürgerlichen Gesellschaft, die Arbeiterklasse, die Bauernschaft, das Kleinbürgertum und Teile des demokratischen Bürgertums, stützte.“ Ebenso aktiv wie der Bund der Kommunisten und die niederrheinischen Arbeitervereine war auch die Allgemeine Deutsche Arbeiterverbrüderung in Berlin und Leipzig, die unter der Leitung von Stephan Born stand.

### Allgemeine deutsche Arbeiterverbrüderung
siehe Hauptartikel Allgemeine Deutsche Arbeiterverbrüderung

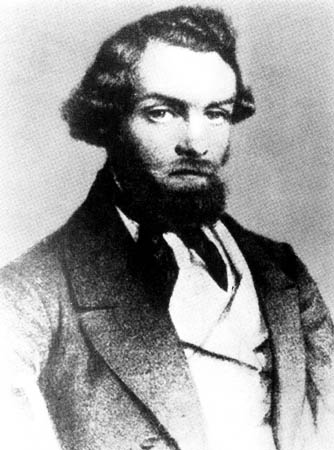
Stephan Born

Die zwei letztgenannten Vereinigungen stellten auch die Zentren der deutschen Arbeiterbewegung während der Revolutionszeit dar. Ausgehend von einem Arbeiterkongress in Brüssel rief Stephan Born zusammen mit Mitstreitern zur Gründung eines Arbeiterparlamentes in Berlin auf, das zur Gründungsversammlung der Allgemeinen deutschen Arbeiterverbrüderung werden sollte. Schnell wuchs die Verbrüderung über das gesamte deutsche Hoheitsgebiet und zählte zu ihren besten Zeiten nahezu 15000 Mitglieder. Born lehnte das Kommunistische Manifest ab und entwarf an dessen Stelle einen Forderungskatalog an die Frankfurter Nationalversammlung. Darin forderte er unter anderem die Demokratisierung des Staatsapparates und der Wirtschaft, Arbeiterschutzgesetze, Produktionsgenossenschaften sowie die allgemeine Schulpflicht. Zur Erreichung dieser Ziele hofften er und seine Mitstreiter in der Verbrüderung auf schnelle Reformen, die durch starke Arbeitervereine und Gewerkschaften mit Hilfe von Streiks und Demonstrationen erreicht werden sollten.

### Niederrheinische Arbeitervereine

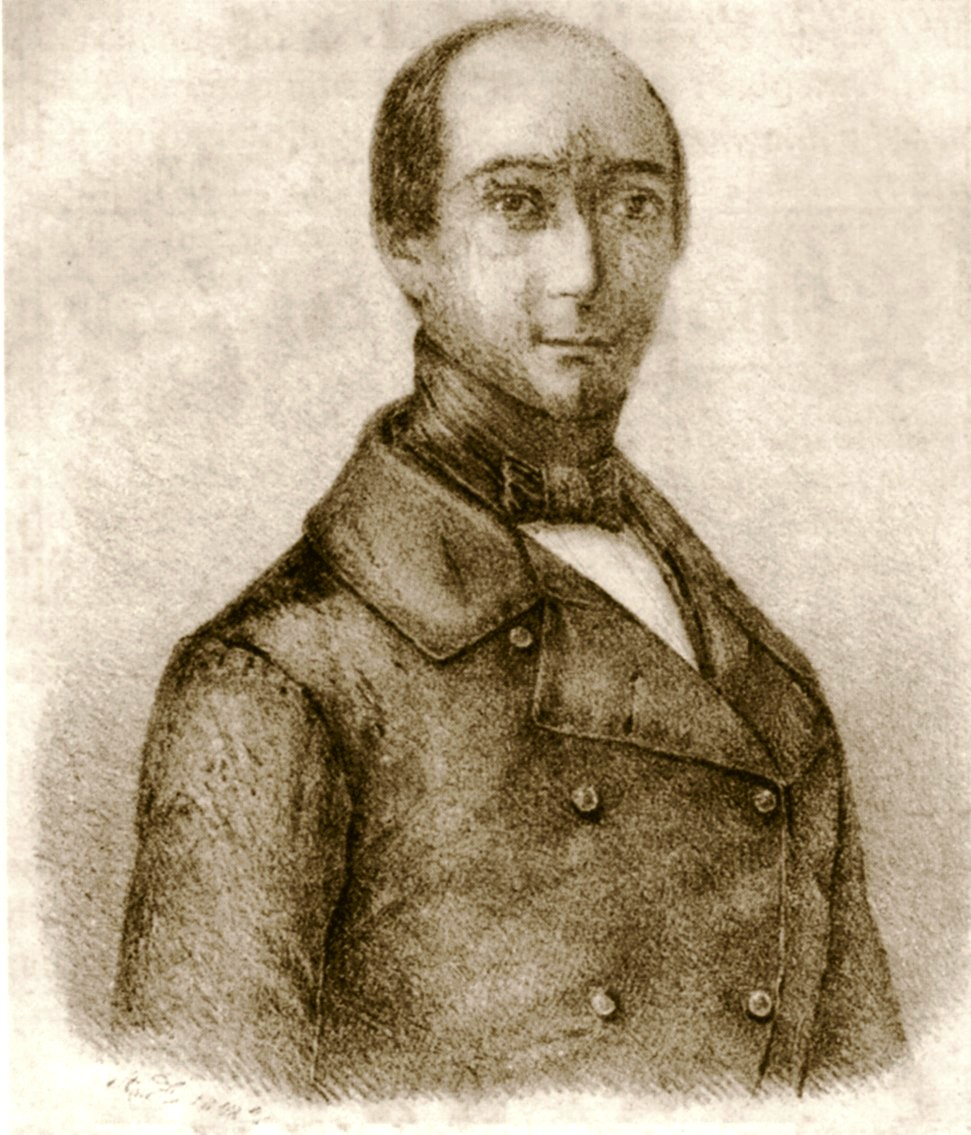
Andreas Gottschalk im Jahr 1848

Im Gegensatz zur Allgemeinen deutschen Arbeiterverbrüderung hatten die Niederrheinischen Arbeitervereine und darunter insbesondere der Kölner Arbeiterverein (KAV) eindeutig revolutionären Charakter und enge Verbindungen zum Bund der Kommunisten. Andreas Gottschalk, Vorsitzender des Vereins und zunächst Gegenspieler Karl Marx’, profilierte sich durch Forderungen nach radikaler Demokratie und der Gleichheit von Arbeit und Kapital. Doch auch ganz pragmatische Forderungen wurden erhoben. So setzte sich der Kölner Arbeiterverein für die Einrichtung von Arbeitsschiedsgerichten ein, die paritätisch mit Vertretern der Arbeitnehmer- und der Arbeitgeberseite besetzt sein sollten.
Die Entwicklung des KAV hing eng mit dem Schicksal ihres Vorsitzenden Gottschalk zusammen. Dieser wurde nach der wiederholten Forderung nach einer demokratischen Republik verhaftet und floh später nach Paris. Zuvor forcierte er jedoch eine Zusammenarbeit des KAV mit der Demokratischen Gesellschaft von Karl Marx, der nach dem Ausscheiden Gottschalks im KAV an Macht gewann und schließlich Vorsitzender wurde. Dies führte dazu, dass Arbeiterinteressen in den Hintergrund rückten und sich der KAV verstärkt auf die „allgemeine Demokratisierung“ fokussierte. Marx setzte diesen Kurswechsel durch, um den von ihm im Kommunistischen Manifest entworfenen Weg zum Kommunismus nicht zu verlassen. Erst als klar wurde, dass die Revolution von 1848/1849 gescheitert war, konzentrierte sich der KAV wieder auf Arbeitnehmerinteressen.

## Rückschläge
Der gewaltige Auftrieb, den die deutschen Arbeitervereine in den Revolutionswirren von 1848/1849 erfuhren verlor schnell an Kraft. Die Mitglieder der neu installierten Frankfurter Nationalversammlung erkannten rasch, dass eine Missachtung von Arbeiterinteressen ein beachtliches Gefahrenpotential für die bestehende Gesellschaftsordnung bedeutete. Aus diesem Grunde wurden verschiedene Gesetze erlassen, die zu einer Beschwichtigung der aufgebrachten Arbeiterschaft führen sollten und zunächst auch führten. In diesem Zusammenhang ist auch der niemals zum Gesetz gewordene Entwurf einer Gewerbeordnung aus dem Jahre 1848 zu sehen, der als ideengeschichtlicher Vorgänger der Betriebsverfassungsgesetze zu sehen ist.
Doch erfuhren die Arbeitervereine nicht nur entgegenkommen. So wurde die genannte Gewerbeordnung nie geltendes Recht. Proteste der Arbeitervereine und -verbrüderungen gegen dieses Vorgehen wurden auf Anweisung des Parlaments von österreichischen und preußischen Truppen brutal niedergeschlagen. Zusätzlich wurden alle politischen Vereine, also auch Arbeitervereine, verboten. Diese Regelung zwang zahlreiche Vordenker der Arbeiterbewegung, darunter Marx und Engels, zurück ins Exil. Dies war der Beginn des Wiedererstarken der alten Mächte, so dass „die 1850er Jahre den Stempel der siegenden Reaktion trugen.“

## 1861 – Beginn einer neuen Ära

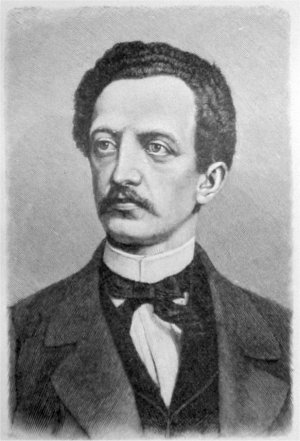
Ferdinand Lassalle

Nicht das aufbegehrende Proletariat, sondern ein Mitglied des Hochadels beendete die Phase der Restauration. König Wilhelm I. von Preußen berief nach seiner Inthronisierung vornehmlich liberale Minister in sein neues Kabinett. Unter dieser Regierung wurde das Betätigungsverbot von politischen Vereinen aufgehoben. Besonders herauszuheben ist jedoch die gesetzliche Absicherung der Koalitionsfreiheit in den 1860er Jahren. Diese Neuerungen führten dazu, dass vielerorts in Deutschland neue Arbeitervereine entstanden. Die bedeutendste Neugründung war dabei der Allgemeine deutsche Arbeiterverein von Ferdinand Lassalle (siehe Hauptartikel zum Allgemeinen deutschen Arbeiterverein). Lassalle verstand den ADAV als Dachorganisation der Arbeitervereine in Deutschland und zudem als erste sozialistische Partei.

## Übergang zu politischen Parteien
Neben Lassalles Allgemeinen deutschen Arbeiterverein, der nach eigenen Vorstellungen ersten sozialistischen Partei, wurde im August 1869 als Reaktion auf Lassalles autoritären Führungsstil unter der Ägide von Wilhelm Liebknecht und August Bebel die marxistisch orientierte Sozialdemokratische Arbeiterpartei (SDAP) gegründet. Beflügelt von politischen Erfolgen bei der Reichstagswahl im Jahre 1874 vereinigten sich die beiden konkurrierenden Gruppen im Jahre 1875 in Gotha zur Sozialistischen Arbeiterpartei Deutschlands (SAP), einem direkten Vorgänger der heutigen SPD.

## Entwicklung nach 1875
Im späten 19. Jahrhundert sowie im Laufe des 20. Jahrhunderts verloren Arbeitervereine angesichts des wachsenden Einflusses sozialistischer Parteien zusehends an politischer Bedeutung. Aus diesem Grunde konzentrierten sich ihre Aktivitäten vermehrt auf kulturelle und gemeinschaftliche Aktivitäten. So entstanden beginnend im späten 19. Jahrhundert zahlreiche Arbeitergesangvereine oder Arbeitersportvereine. Die Folgen des Sozialistengesetzes von 1878 trafen auch die Arbeitervereine hart. Politische Aktionen wurden verboten und Anhänger starken Repressionen ausgesetzt. Trotzdem bedeutete das Sozialistengesetz kurzzeitig einen Aufschwung für die Anzahl der Arbeitervereine in Deutschland. So wurden unmittelbar nach dem Inkrafttreten der repressiven Regelungen zahlreiche Arbeitersportvereine gegründet. Diese dienten sozialistischen Politikern, die formell als Einzelpersonen weiter politisch aktiv sein konnten, als organisatorische Basis und Tarnorganisationen der verbotenen politischen Parteien. Hinsichtlich der weltanschaulichen Orientierung fächerte sich das Spektrum weiter auf. So entstanden gegen Ende des 19. Jahrhunderts vermehrt konfessionelle Arbeitervereine (Katholischer Arbeiterverein, Evangelische Arbeitervereine), die sich von der Sozialdemokratie distanzierten.